# Copa del Mundo de Rugby 9 de 2019
La Copa Mundial de Rugby 9 de 2019 fue la primera edición de la Copa del Mundo de Rugby 9.
Se disputó en el Western Sydney Stadium de la ciudad de Sídney, Australia.

## Equipos
| - Australia - Estados Unidos - Fiyi - Francia - Gales - Inglaterra - Islas Cook - Líbano - Nueva Zelanda - Papúa Nueva Guinea - Samoa - Tonga | - Australia - Inglaterra - Nueva Zelanda - Papúa Nueva Guinea |

## Torneo Masculino
|  | Clasifican a Semifinal |

### Grupo A
| Equipo             | Encuentros | Encuentros | Encuentros | Encuentros | Tantos  | Tantos    | Tantos     | Puntos |
| Equipo             | jugados    | ganados    | empatados  | perdidos   | a favor | en contra | diferencia | Puntos |
| ------------------ | ---------- | ---------- | ---------- | ---------- | ------- | --------- | ---------- | ------ |
| Australia          | 3          | 3          | 0          | 0          | 92      | 23        | +69        | 6      |
| Nueva Zelanda      | 3          | 2          | 0          | 1          | 76      | 42        | +34        | 4      |
| Papúa Nueva Guinea | 3          | 1          | 0          | 2          | 44      | 54        | −10        | 2      |
| Estados Unidos     | 3          | 0          | 0          | 3          | 21      | 114       | −93        | 0      |

Nota: Se otorgan 2 puntos al equipo que gane un partido, 1 al que empate y 0 al que pierda.

### Grupo B
| Equipo     | Encuentros | Encuentros | Encuentros | Encuentros | Tantos  | Tantos    | Tantos     | Puntos |
| Equipo     | jugados    | ganados    | empatados  | perdidos   | a favor | en contra | diferencia | Puntos |
| ---------- | ---------- | ---------- | ---------- | ---------- | ------- | --------- | ---------- | ------ |
| Inglaterra | 3          | 2          | 0          | 1          | 76      | 24        | +52        | 4      |
| Líbano     | 3          | 2          | 0          | 1          | 80      | 86        | −6         | 4      |
| Francia    | 3          | 1          | 0          | 2          | 35      | 56        | −21        | 2      |
| Gales      | 3          | 1          | 0          | 2          | 35      | 62        | −27        | 2      |

Nota: Se otorgan 2 puntos al equipo que gane un partido, 1 al que empate y 0 al que pierda.

### Grupo C
| Equipo     | Encuentros | Encuentros | Encuentros | Encuentros | Tantos  | Tantos    | Tantos     | Puntos |
| Equipo     | jugados    | ganados    | empatados  | perdidos   | a favor | en contra | diferencia | Puntos |
| ---------- | ---------- | ---------- | ---------- | ---------- | ------- | --------- | ---------- | ------ |
| Samoa      | 3          | 3          | 0          | 0          | 73      | 41        | 32         | 6      |
| Islas Cook | 3          | 2          | 0          | 1          | 46      | 34        | 12         | 4      |
| Tonga      | 3          | 1          | 0          | 2          | 48      | 71        | -23        | 2      |
| Fiyi       | 3          | 0          | 0          | 3          | 44      | 65        | −21        | 0      |

Nota: Se otorgan 2 puntos al equipo que gane un partido, 1 al que empate y 0 al que pierda.

### Semifinal
| 19 de octubre | Inglaterra | 6 - 22 | Nueva Zelanda |  |  |

| 19 de octubre | Australia | 25 - 8 | Samoa |  |  |

### Final
| 19 de octubre | Australia | 24 - 10 | Nueva Zelanda |  |  |

## Torneo Femenino
| Pos. | Equipo             | Encuentros | Encuentros | Encuentros | Encuentros | Tantos  | Tantos    | Tantos     | Puntos |
| Pos. | Equipo             | jugados    | ganados    | empatados  | perdidos   | a favor | en contra | diferencia | Puntos |
| ---- | ------------------ | ---------- | ---------- | ---------- | ---------- | ------- | --------- | ---------- | ------ |
| 1    | Australia          | 3          | 3          | 0          | 0          | 94      | 18        | +76        | 6      |
| 2    | Nueva Zelanda      | 3          | 2          | 0          | 1          | 65      | 38        | + 27       | 4      |
| 3    | Inglaterra         | 3          | 1          | 0          | 2          | 33      | 79        | -46        | 2      |
| 4    | Papúa Nueva Guinea | 3          | 0          | 0          | 3          | 22      | 79        | -57        | 0      |

### Final
| 19 de octubre | Australia | 15 - 17 | Nueva Zelanda |  |  |
|               |           | Reporte |               |  |  |